# Coupe du monde de ski de vitesse 2012
Navigation
Édition précédente Édition suivante
La coupe du monde de ski de vitesse 2012 démarre le 25 février 2012 au Pas de la Case (Andorre) au 19 avril 2012 à Verbier (Suisse). La compétition est mise en place par la fédération internationale de ski où cinq épreuves masculines et féminines déterminent le vainqueur du globe de cristal (récompense faite au vainqueur).

## Classement général
| Rang | Nom                  | Points |
| ---- | -------------------- | ------ |
| 1    | Klaus Schrottshammer | 500    |
| 2    | Ivan Origone         | 310    |
| 3    | Philippe May         | 279    |
| 4    | Simone Origone       | 254    |
| 5    | Bastien Montes       | 216    |
| 6    | Radek Cermak         | 185    |
| 7    | Reto Eigenmann       | 171    |
| 8    | Christian Jansson    | 165    |
| 9    | Jedrzej Dobrowolski  | 110    |
| 10   | Ismaël Devènes       | 104    |

| Rang | Nom                    | Points |
| ---- | ---------------------- | ------ |
| 1    | Sanna Tidstrand        | 460    |
| 2    | Karine Dubouchet Revol | 330    |
| 3    | Liss-Anne Pettersen    | 270    |
| 4    | Linda Baginski         | 255    |
| 5    | Jennifer Romano        | 231    |
| 6    | Lisa Hovland-Udén      | 130    |
| 7    | Tracie Sachs           | 100    |
| 8    | Hanna Matslofva        | 32     |

## Calendrier

### Hommes
| Date            | Lieu                       | Vainqueur            | Deuxième       | Troisième           |
| 26 février 2012 | Pas de la Case/Grandvalira | Klaus Schrottshammer | Philippe May   | Bastien Montes      |
| 18 mars 2012    | Vars                       | Klaus Schrottshammer | Ivan Origone   | Jedrzej Dobrowolski |
| 24 mars 2012    | Idre                       | Klaus Schrottshammer | Philippe May   | Simone Origone      |
| 25 mars 2012    | Idre                       | Klaus Schrottshammer | Ivan Origone   | Simone Origone      |
| 18 avril 2012   | Verbier                    | Klaus Schrottshammer | Simone Origone | Ivan Origone        |

### Femmes
| Date            | Lieu                       | Vainqueur       | Deuxième               | Troisième              |
| 26 février 2012 | Pas de la Case/Grandvalira | Sanna Tidstrand | Linda Baginski         | Karine Dubouchet Revol |
| 18 mars 2012    | Vars                       | Sanna Tidstrand | Karine Dubouchet Revol | Liss-Anne Pettersen    |
| 24 mars 2012    | Idre                       | Jennifer Romano | Karine Dubouchet Revol | Sanna Tidstrand        |
| 25 mars 2012    | Idre                       | Sanna Tidstrand | Liss-Anne Pettersen    | Karine Dubouchet Revol |
| 18 avril 2012   | Verbier                    | Sanna Tidstrand | Liss-Anne Pettersen    | Tracie Sachs           |